# Battle of the Bulge (1965)
Battle of the Bulge (Nederlands: Slag om de Ardennen) is een Amerikaanse oorlogsfilm uit 1965 geregisseerd door Ken Annakin, bekend van The Longest Day (1962). De film is (losjes) geïnspireerd op de eerste dagen van het Ardennenoffensief, een grote slag aan het einde van de Tweede Wereldoorlog. De belangrijkste hoofdrollen werden vertolkt door Henry Fonda en Robert Shaw.
De film ging op 16 december 1965 in première, exact 21 jaar na de begindatum van het Ardennenoffensief. Ze werd opgenomen in Spanje en werd in acht maanden tijd gemaakt; alle gevechtsacties zijn samengebald tot die van één eenheid en één generaal (Robert Ryan) aan Amerikaanse kant. Aan Duitse zijde is tankkolonel Martin Hessler (Robert Shaw) het hoofdpersonage; gebaseerd op Joachim Peiper. Ook het gebruikte gevechtsmateriaal is verre van authentiek.

## Verhaal
Eind 1944 onderneemt Adolf Hitler een wanhopige poging de kansen aan het westelijk front te keren: het Ardennenoffensief. Een Duitse generaal geeft de fanatieke tank-kolonel Martin Hessler opdracht dit offensief te leiden. Hessler krijgt een divisie Tiger II-tanks aangewezen waarmee hij door de Ardennen moet oprukken, de Maas moet oversteken, en de haven van Antwerpen moet veroveren. Ook zetten de Duitsers tweeduizend Engelssprekende soldaten in die, verkleed als MP's, bij de Amerikaanse troepen voor verwarring moeten zorgen.
In de Ardennen staan slechts drie zwakke Amerikaanse divisies in de voorhoede; daar geplaatst om bij te komen. Hoewel totaal verrast blijken ze tot heldhaftige actie in staat.

## Rolverdeling
| Acteur               | Personage             |
| -------------------- | --------------------- |
| Henry Fonda          | Lt. Col. Daniel Kiley |
| Robert Shaw          | Col. Martin Hessler   |
| Robert Ryan          | Gen. Grey             |
| Dana Andrews         | Col. Pritchard        |
| George Montgomery    | Sgt. Duquesne         |
| Ty Hardin            | Lt. Schumacher        |
| Pier Angeli          | Louise                |
| Barbara Werle        | Elena                 |
| Charles Bronson      | Maj. Wolenski         |
| Hans Christian Blech | Cpl. Conrad           |
| Werner Peters        | Gen. Kohler           |
| James MacArthur      | Lt. Weaver            |
| Karl-Otto Alberty    | Maj. Von Diepel       |
| Telly Savalas        | Sgt. Guffy            |
| Steve Rowland        | Eddy                  |
| Robert Woods         | Joe                   |
| Charles Stalmaker    | Maj. Burke            |

## Onvolkomenheden
Aan de film was lang gewerkt, maar toch zitten er meerdere fouten in die door de kijker snel gezien kunnen worden:
- De Duitse tanks zijn niet authentiek; het zijn vermomde M47 Patton tanks met het Balkenkreuz erop.
- De Amerikaanse tanks zijn M24 Chaffees, een type dat in 1944 zeldzaam was, in plaats van de M4 Shermans waarmee de troepen in werkelijkheid waren uitgerust.
- De Duitse halftracks zijn Amerikaanse M3 halftracks met een .50 Browning machinegeweer.[1]
- In de film vallen honderden doden, maar men ziet geen enkele druppel bloed.
- De tank van Sgt. Guffy wordt kapotgeschoten door een Duitse tank, maar de pakjes aan de zijkanten van de tank zijn nog heel.[bron?]
- Het terrein waar gefilmd werd, de Sierra de Guadarrama, lijkt niet op de Ardennen; met name niet bij de grote tankslag aan het einde van de film. Veel van de scenes zijn gefilmd in een dor landschap, bij stralend weer; de werkelijke gevechten waren in zwaar beboste heuvels, in de sneeuw, bij zware bewolking.[2]
- Zowel de Duitse als Amerikaanse militairen spreken Engels. Om een vleugje authenticiteit toe te voegen klinkt te pas en te onpas het citaat: "Es kam von da oben" ('Het kwam daarvandaan').[3]

## Prijzen en nominaties
De film werd genomineerd voor twee Golden Globes (Best Original Score, Best Supporting Actor).

## Dvd
De dvd bevat de originele versie van 162:42 min. met de Overture, de Intermission en de Exit Music.

### Extra's
- Documentaire: The filming of Battle of the Bulge. Deze laat duidelijk zien hoe in 1965 gevechtshandelingen in beeld werden gebracht. De soldaten vallen altijd met de rug naar de toeschouwer toe neer; de plek waar geschoten werd komt niet in beeld.

- Documentaire: History recreated. Deze bevat archiefbeelden van het Ardennenoffensief. De beelden zijn spectaculair en tonen wat kleine gevechten. Men krijgt zo een indruk van het verschil tussen de echte gevechten en de verfilming ervan.

- De originele bioscooptrailer.